# 泸桥镇
泸桥镇，是中华人民共和国四川省甘孜藏族自治州泸定县下辖的一个乡镇级行政单位。2019年12月，撤销田坝乡，将其所属行政区域划归泸桥镇管辖，泸桥镇人民政府驻田坝村2组17号。

## 行政区划
泸桥镇下辖以下地区：
南段社区、北段社区、沙坝社区、新桥村、团结村、咱里村、泸桥村、沙坝村、安乐坝村、大坝村、大坝街街上村、押卓庄子村、炭厂村、挖脚村、塘坊村、瓦窑岗村、海子坪村、海子环环村、三岔村和大坪下庄村。